# Електрофорез

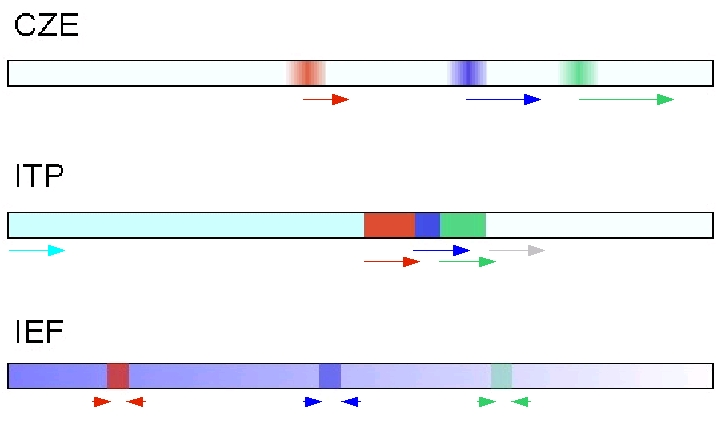
Схематичний рух частинок при капілярному зонному електрофорезі (CZE), ізотахофорезі (ITF), ізоелектричному фокусуванні (IEF)

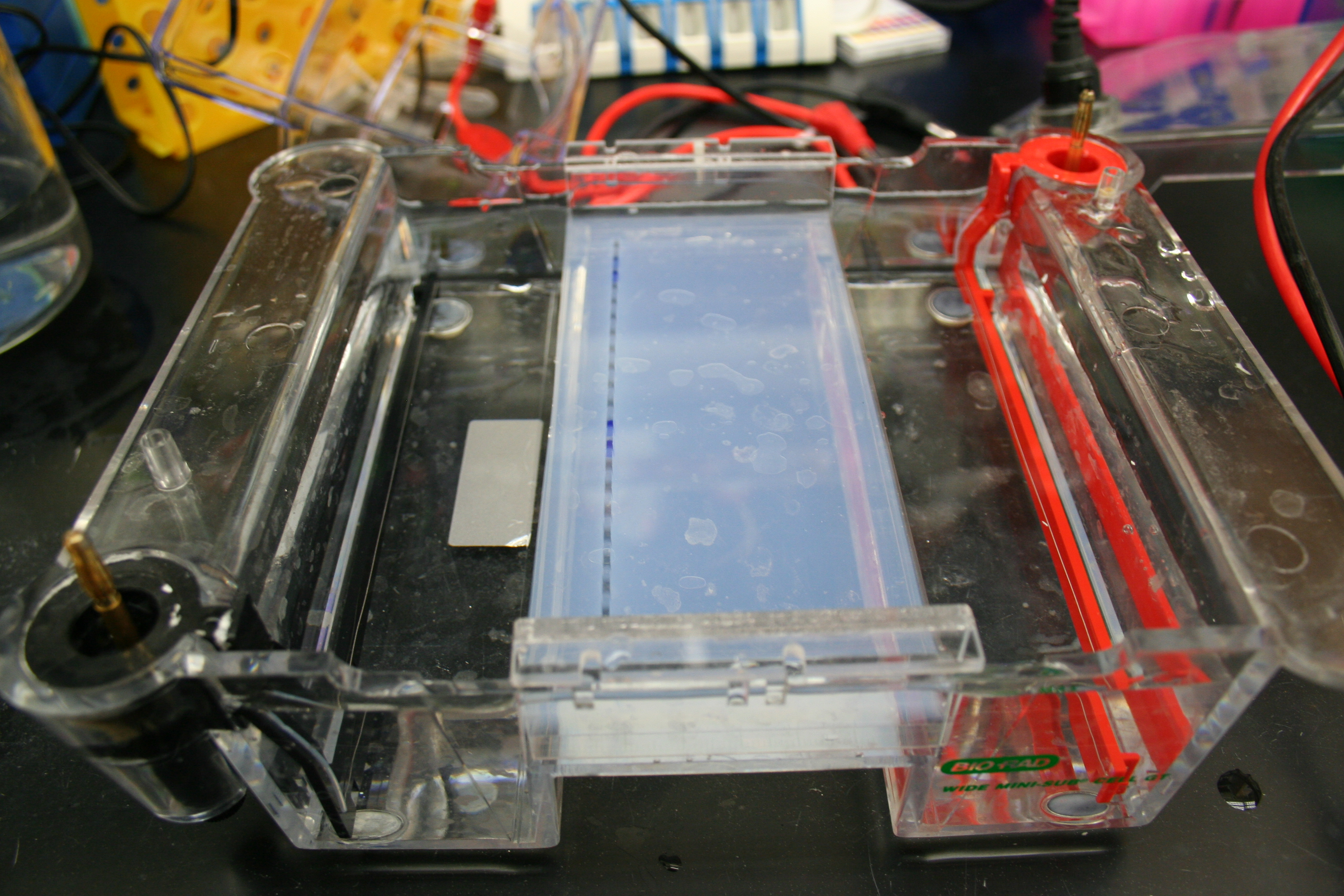
Апарат для гелевого електрофорезу

Електрофоре́з (англ. electrophoresis, нім. Elektrophorese f) — рух дисперсних твердих частинок, рідинних крапель або газових пухирців, йонів тощо завислих в рідинному або газоподібному середовищі в електричному полі постійного струму під дією електрокінетичних сил, що виникають завдяки утворенню подвійного електричного шару на границі розділу фаз.
Електрофорез — одне з електрокінетичних явищ, на якому базується, наприклад, вловлювання частинок диму та пилу.
Як електроаналітичний метод — метод розділення великих органічних молекул (зокрема, біологічних), де використовується різниця електрофоретичних швидкостей їхнього руху в нерухомій рідкій фазі. Рідина може бути іммобілізованою за допомогою різних основ (наприклад, папір, желатин, капілярні матеріали).
До електрофоретичних методів належать:
- гелевий електрофорез;
- ізоелектричне фокусування;
- ізотахофорез;
- капілярний електрофорез;
- мікроелектрофорез — електрофорез, де використовується рух частинок на дуже малі відстані (наприклад, паперовий електрофорез);
- катафорез — випадок електрофорезу, при якому частинки дисперсної фази рухаються в напрямку катода.
- анафорез — вид електрофорезу, в якому частинки дисперсної фази рухаються в напрямі анода.